# Krstilnik
Krstilnik (tudi »krstni kamen«)  je nadomestilo za krščevanje s potapljanjem v posebnem bazenu.
V 11. stoletju so pri krstnem obredu namesto potapljanja v bazenu napolnjenem z vodo (per imersionem) pričeli krščevati z oblivanjem (per aspersionem). Obred se izvaja nad krstilnikom, krstilnim bazenom (piscina). Krstilniki so običajno kamniti, kelihaste oblike. Ob njih včasih stoji omarica za shranjevanje ob krstu potrebnih pripomočkov. Nad krstilnikom je pogosto plastika Jezusovega krsta v reki Jordan.
Med starejšimi krstilniki na Slovenskem sta tista v: romanski cerkvi sv. Trojice v Veliki Nedelji, ki krasijo štiri maske (glave), ki simbolično predstavljajo reke raja in gotski krstilnik v cerkvi Janeza Krstnika v Ojstrici, reliefno okrašen s simboli pasijona. 